# 群馬県立渋川高等学校
群馬県立渋川高等学校（ぐんまけんりつ しぶかわこうとうがっこう）は、群馬県渋川市に所在する県立高等学校。渋高（しぶたか）の通称で呼ばれている。

## 概要
1920年に群馬県立渋川中学校として開校した。男子校でもあり、制服は金ボタン5個の黒詰襟学生服（標準型学生服）。
2020年に創立100周年を迎えた地域の伝統校であり、「北毛の雄」と呼ばれている。
2年次には生徒全員が文理選択をする。

## 年表
- 1920年 - 群馬県立渋川中学校を開校。
- 1928年 - 旧制渋川中学校校歌制定（作詩：川窪千峰 作曲：平岡均之）
- 1948年 - 学制改革により新制高等学校に移行し、群馬県立渋川高等学校となる。校章制定（制作：長野萬）。定時制開校。
- 1951年 - 渋高応援歌制定（作詩：宮本篤 作曲：梅山五郎）
- 1952年 - 校歌制定「自由の子（作詞：佐藤春夫　作曲：信時潔）」。
- 1957年 - 新校旗制定。
- 1983年 - 講堂兼体育館および音楽教室棟竣工。
- 1988年 - 正門移設。
- 1990年 - 応援歌制定。（作詞：武井民部 作曲：松本匠）
- 1998年 - 定時制課程閉校。
- 2001年 - 校舎全面改築（ - 2004年）
- 2020年 - 創立100周年。

## 行事
- 榛嶺祭　隔年の6月に行われる文化祭。

- 定期戦　群馬県立沼田高等学校とスポーツやオセロ・将棋などで対戦し、交流を深める行事が行われている。

前哨戦として実行委員戦・職員戦がある。会場は沼田高校・渋川高校の二ヶ所で、同時にそれぞれの場所で競技が行われる。
1974年に開始され当初は毎年実施されていたが、1997年からは榛嶺祭と交互の隔年実施となっている。なお、2025年に群馬県立沼田高等学校（男子校）と群馬県立沼田女子高等学校（女子校）が合併し、共学化する事に伴い2024年開催の定期戦が最終戦となった。

## 学習内容
学科は普通科のみである。なお、2年次で文系または理系に分かれる。

### 1年次
| 教科 | 国語       | 数学  | 英語                    | 理科     | 社会     | 音楽  | 美術  | 保健体育 |
| ---- | ---------- | ----- | ----------------------- | -------- | -------- | ----- | ----- | -------- |
| 科目 | 現代の国語 | 数学Ⅰ | 英語コミュニケーションⅠ | 生物基礎 | 地理総合 | 音楽Ⅰ | 美術Ⅰ | 保健     |
| 科目 | 言語文化   | 数学A | 論理・表現Ⅰ             | 物理基礎 | 歴史総合 |       |       | 体育     |
| 科目 | 数学Ⅱ      |       |                         |          |          |       |       |          |

### 2年次

#### 文系
| 教科 | 国語     | 数学  | 英語                    | 理科     | 社会       | 情報  | 保健体育 |
| ---- | -------- | ----- | ----------------------- | -------- | ---------- | ----- | -------- |
| 科目 | 論理国語 | 数学Ⅱ | 英語コミュニケーションⅡ | 地学基礎 | 公共       | 情報Ⅰ | 保健     |
| 科目 | 古典探究 | 数学B | 論理・表現Ⅱ             | 化学基礎 | 日本史探究 |       | 体育     |
| 科目 |          | 数学C |                         |          | 世界史探究 |       |          |

#### 理系
| 教科 | 国語     | 数学  | 英語                    | 理科     | 社会 | 情報  | 保健体育 |
| ---- | -------- | ----- | ----------------------- | -------- | ---- | ----- | -------- |
| 科目 | 論理国語 | 数学Ⅱ | 英語コミュニケーションⅡ | 物理基礎 | 公共 | 情報Ⅰ | 保健     |
| 科目 | 古典探究 | 数学B | 論理・表現Ⅱ             | 化学基礎 |      |       | 体育     |
| 科目 |          | 数学C |                         | 化学     |      |       |          |

### 3年次

#### 文系

##### 国公立
| 教科 | 国語     | 数学     | 英語                    | 理科       | 社会       | 保健体育 |
| ---- | -------- | -------- | ----------------------- | ---------- | ---------- | -------- |
| 科目 | 論理国語 | 数学発展 | 英語コミュニケーションⅢ | 生物発展   | 地理探究   | 体育     |
| 科目 | 古典探究 |          | 論理・表現Ⅲ             | 化学発展   | 政治・経済 |          |
| 科目 |          |          |                         | 日本史発展 |            |          |
| 科目 |          |          |                         | 世界史発展 |            |          |

##### 私(公)立
| 教科 | 国語     | 英語                    | 社会       | 保健体育 |
| ---- | -------- | ----------------------- | ---------- | -------- |
| 科目 | 論理国語 | 英語コミュニケーションⅢ | 地理探究   | 体育     |
| 科目 | 古典探究 | 論理・表現Ⅲ             | 政治・経済 |          |
| 科目 | 国語発展 | 英語発展                | 日本史発展 |          |
| 科目 |          | 世界史発展              |            |          |

#### 理系
| 教科 | 国語     | 数学  | 英語                    | 理科 | 社会       | 保健体育 |
| ---- | -------- | ----- | ----------------------- | ---- | ---------- | -------- |
| 科目 | 論理国語 | 数学Ⅲ | 英語コミュニケーションⅢ | 化学 | 地理探究   | 体育     |
| 科目 | 古典探究 | 数学C | 論理・表現Ⅲ             | 生物 | 政治・経済 |          |
| 科目 |          |       | 物理                    |      |            |          |

## 著名な出身者
政治
- 山本一太（群馬県知事、元参議院議員・元内閣府特命担当大臣）
- 福田宏一（元参議院議員、福田赳夫の弟）
- 入沢肇（元参議院議員、第24代林野庁長官）
- 永井英慈（元衆議院議員、都市アナリスト）
- 大林喬任（元吉岡村長、第73代群馬県議会議長）
- 入内島道隆（元中之条町長、群馬県議会議員）
- 髙木勉（渋川市長）
- 熊川栄（嬬恋村長）
- 萩原睦男（長野原町長）
- 浅野文直（川崎市議会議員）

行政
- 杉山弘（元通商産業事務次官）
- 佐藤光夫（元アジア開発銀行総裁、元大蔵官僚）
- 関有一（元総務省行政評価局長、中央大学教授）

経済
- 青木初夫（元アステラス製薬会長、元日本製薬工業協会会長）
- 木暮剛平（元電通会長）
- 小渕岩太郎（元光山社代表取締役会長、小渕恵三の叔父、陸軍中野学校出身）

学術
- 上岡国夫（元高崎経済大学教授）
- 馬場宏二（東京大学名誉教授）
- 永井恒司（元星薬科大学学長）
- 角田太作（東京大学大学院人文社会系研究科教授、言語学）
- 小淵洋一（城西大学経済学部教授）
- 斎藤恒行（北海道大学名誉教授、k値開発者）
- 北村邦夫（医師、日本家族計画協会クリニック所長）
- 飯塚哲太郎（理化学研究所 播磨研究所 放射光科学総合研究センター長）
- 町田泰則（名古屋大学大学院理学科教授/分子生物学）
- 針塚進（九州大学教授 人間環境学研究院 人間科学部門 臨床心理学）
- 山本雅之（東北大学大学院医学系研究科長・副学長/分子発生生物学）
- 永井政之（仏教学者、駒澤大学教授）
- 木村朗（保健学者、群馬パース大学教授）
- 徳本伸一（法学者、金沢大学名誉教授）
- 茂木一司（美術家、群馬大学名誉教授）
- 角田史雄（工学者、埼玉大学名誉教授）

芸能・メディア
- 渋川清彦（モデル、俳優）
- 加茂フミヨシ（ギタリスト）
- 矢島賢（ギタリスト）
- 古澤融（声優）
- 安達元一（放送作家）
- 曽根中生（映画監督、脚本家）
- 吉沢孝明（アナウンサー。フジテレビ→フリー）
- 登坂琢磨（テレビドラマプロデューサー）
- 宮嵜守史（ラジオディレクター、プロデューサー）

その他
- 一倉宏（コピーライター）
- 田村吉康（画家、漫画家、イラストレーター）
- 斎藤肇（推理作家、ファンタジー作家）
- 割田康彦（作曲家、作詞家）
- 佐藤次郎（テニス選手）
- 入澤孝一（スピードスケート指導者）
- 平方亨（陸上競技指導者）
- 吉村駿一（弁護士）
- 岸宏一（新左翼活動家）